# Krajowy System Elektroenergetyczny

Produkcja energii elektrycznej w Polsce wg nośników

Krajowy System Elektroenergetyczny (KSE) – funkcjonujący w Polsce zbiór urządzeń przeznaczonych do wytwarzania, przesyłu, rozdziału, magazynowania i użytkowania energii elektrycznej, połączonych ze sobą funkcjonalnie w system umożliwiający realizację dostaw energii elektrycznej na terenie kraju w sposób ciągły i nieprzerwany. Funkcjonowanie oraz rozwój KSE i przedsiębiorstw z nim związanych reguluje ustawa Prawo Energetyczne z dnia 10 kwietnia 1997 r.

## Suma zainstalowanych mocy
Poniżej tabela zainstalowanej i osiągalnej mocy w Krajowym Systemie Elektroenergetycznym na koniec danego roku:
| Rok  | Suma mocy zainstalowanej (MW) | Suma mocy osiągalnej (MW) |
| ---- | ----------------------------- | ------------------------- |
| 1946 | 2 600                         |                           |
| 1950 | 2 700                         |                           |
| 1960 | 6 300                         |                           |
| 1970 | 13 900                        |                           |
| 1980 | 25 300                        |                           |
| 1990 | 32 000                        |                           |
| 2000 | 34 500                        |                           |
| 2003 | 34 804                        | 34 209                    |
| 2004 | 34 715                        | 34 414                    |
| 2005 | 34 673                        | 34 544                    |
| 2006 | 34 864                        | 34 718                    |
| 2007 | 35 096                        | 34 877                    |
| 2008 | 35 342                        | 34 922                    |
| 2009 | 35 594                        | 37 243                    |
| 2010 | 35 756                        | 37 010                    |
| 2011 | 35 509                        | 37 010                    |
| 2012 | 38 046                        | 37 720                    |
| 2013 | 38 406                        | 38 112                    |
| 2014 | 38 121                        | 38 477                    |
| 2015 | 40 445                        | 39 777                    |
| 2016 | 40 852                        | 41 278                    |
| 2017 | 43 421                        | 43 332                    |
| 2018 | 45 939                        | 45 650                    |
| 2019 | 44 600                        |                           |

## Zapotrzebowanie i rezerwy
| Rok  | Średnie roczne krajowe zapotrzebowanie na moc (MW) | Maksymalne krajowe zapotrzebowanie na moc (MW) |
| ---- | -------------------------------------------------- | ---------------------------------------------- |
| 1980 | 17 446                                             | 20 826                                         |
| 1990 | 18 510                                             | 23 392                                         |
| 2000 | 18 549                                             | 22 289                                         |
| 2010 | 21 629                                             | 25 449                                         |
| 2018 | 23 750                                             | 26 448                                         |

15 lipca 2021 o godzinie 12:30 odnotowano rekordowe letnie zapotrzebowanie na moc w Polsce, które wyniosło około 24 533 MW. Rekord zimowy wynosi 28 416 MW i został odnotowany 9 stycznia 2024 o 10:45. Poprzedni rekord zimowy wynosił 27 617 MW i został odnotowany 12 lutego 2021 o 10:45.

## Podział systemu
System dzieli się na podsystemy;
- podsystem wytwórczy (elektrownie),
- sieć przesyłowa – linie i stacje elektroenergetyczne o napięciu 750 kV, 400 kV i 220 kV. Sieć przesyłowa jest siecią ogólnopolską i jest zarządzana przez operatora systemu przesyłowego (OSP) – Polskie Sieci Elektroenergetyczne;
- sieci dystrybucyjne (rozdzielcze) – linie i stacje elektroenergetyczne o napięciu 110 kV (sieć wysokiego napięcia), średniego napięcia i niskiego napięcia. Sieci dystrybucyjne są sieciami regionalnymi i zarządzane są przez poszczególnych operatorów systemów dystrybucyjnych (OSD) – Enea Operator, Energa-Operator, Stoen Operator, Tauron Dystrybucja, PGE Dystrybucja oraz PGE Energetyka Kolejowa – Oddział Dystrybucja. Sieć 110 kV jest częścią sieci dystrybucyjnej, jednak ze względu na sposób pracy w znacznej części (sieć oczkowa, zamknięta) identyczna jak w sieci przesyłowej. Jej praca w większości jest koordynowana przez OSP, dlatego nazywana jest często siecią koordynowaną.

W Krajowym Systemie Elektroenergetycznym obowiązuje następujący hierarchiczny podział służb dyspozytorskich:
- Krajowa Dyspozycja Mocy (KDM) – służba dyspozytorska OSP nadzorująca pracę sieci przesyłowej, tj. 750, 400 i 220 kV, także wybranymi liniami 110 kV o znaczeniu systemowym; dysponuje mocą Jednostek Wytwórczych Centralnie Dysponowanych (JWCD) oraz w ograniczonym zakresie Jednostek Wytwórczych Centralnie Koordynowanych (JWCK). KDM zarządza również międzynarodową wymianą energii elektrycznej oraz ograniczeniami systemowymi.
- Obszarowa Dyspozycja Mocy (ODM) – służba dyspozytorska OSP nadzorująca pracę sieci przesyłowej oraz koordynowanej 110 kV na swoim obszarze; kieruje operacjami łączeniowymi w sieci przesyłowej. ODM dysponuje również mocą JWCD i JWCK w ograniczonym zakresie.
- Zakładowa Dyspozycja Ruchu/Mocy (ZDR/ZDM) – służba dyspozytorska OSD kierująca pracą sieci lokalnej rozumianej jako obszar sieci danego zakładu – głównie sieć 110 kV znajdującą się na terenie działania danego oddziału dystrybucyjnego – oraz nad transformatorami w Głównych Punktach Zasilania (GPZ, Stacjach 110 kV/SN) oddziału dystrybucyjnego.
- Rejonowa Dyspozycja Ruchu (RDR) – służba dyspozytorska OSD kierująca pracą wydzielonych fragmentów sieci lokalnej 110 kV (w porozumieniu z ZDR/ZDM), liniami napowietrznymi i kablowymi SN i nn na terenie danego rejonu należącego do oddziału dystrybucyjnego.
- Dyżurny Inżynier Ruchu Elektrowni (DIRE) – służba dyspozytorska wytwórcy kierująca pracą jednostek wytwórczych danej elektrowni.
- Dyżurny Inżynier Ruchu (DIR) – służba dyspozytorska odbiorcy końcowego przyłączonego do sieci przesyłowej.

Krajowy System Przesyłowy można zobaczyć na mapie sieci przesyłowych umieszczonej na stronie Polskich Sieci Elektroenergetycznych SA.
Bilansowaniem KSE zajmują się pracownicy Operatora Systemu Przesyłowego (OSP), w szczególności dyspozytorzy Krajowej Dyspozycji Mocy (KDM). Jest to kluczowe dla bezpieczeństwa zadanie polegające na zrównoważeniu mocy elektrycznej wytwarzanej w systemie z mocą w nim zużywaną przez urządzenia elektryczne u odbiorców, gdyż nie da się tej mocy składować. Wskaźnikiem równowagi pomiędzy produkowaniem, a pobieraniem energii elektrycznej w systemie jest częstotliwość napięcia, która nominalnie wynosi 50 Hz. Częstotliwość ta wzrasta, gdy zapotrzebowanie w KSE się zmniejsza, a procesy regulacyjne dążą wtedy do jej doregulowania poprzez zmniejszenie generacji w regulowalnych źródłach wytwórczych (generatorach elektrowni). Analogicznie częstotliwość zmniejsza się, gdy zapotrzebowanie w KSE wzrasta. Rosnąca ilość źródeł wytwórczych nieregulowalnych, których generacja zależy jedynie od dającej się przewidywać krótko-okresowo pogody (tzw. odnawialne źródła energii OZE – tj. głównie panele fotowoltaiczne i turbiny wiatrowe) znacząco utrudniają bilansowanie KSE.
Bieżące rzeczywiste dane o chwilowych wartościach: zapotrzebowania Polski w elektryczną moc czynną, przepływach mocy czynnej pomiędzy Polską, a krajami sąsiednimi poprzez transgraniczne linie przesyłowe (tzw. przekroje handlowe), generacji mocy czynnej w polskich źródłach wytwórczych (cieplnych, wodnych, wiatrowych, fotowoltaicznych, innych odnawialnych), łącznego salda wymiany Polski z zagranicą, częstotliwości napięcia w KSE, są udostępnione w formie graficznej (mapka) i tabelarycznej na stronie internetowej polskiego operatora systemu przesyłowego, którym jest spółka Skarbu Państwa – Polskie Sieci Elektroenergetyczne S.A.

## Historia
Po reorganizacji polskiej energetyki w 1951 r. dyspozytorzy utworzonej w 1950 roku Państwowej Dyspozycji Mocy (PDM) kierowali pracą całego polskiego systemu energetycznego przez podległych im dyspozytorów 6 Okręgowych Dyspozycji Mocy w okręgach: centralnym (w Warszawie), wschodnim (w Radomiu), południowym (w Katowicach), dolnośląskim (we Wrocławiu), zachodnim (w Poznaniu) i północnym (w Bydgoszczy).
Oprócz pracujących non-stop dyspozytorów, Państwowa Dyspozycja Mocy zajmowała się bieżącym prognozowaniem zużycia energii elektrycznej w poszczególnych godzinach doby, planowaniem uruchomień i odstawień bloków energetycznych oraz planowaniem ich remontów, planowaniem remontów sieci przesyłowej oraz aktywnie uczestniczyła w planach rozwoju polskiej energetyki.
PDM w momencie założenia podlegała bezpośrednio Ministerstwu Przemysłu Ciężkiego, a od 15 lutego 1952 roku nowo utworzonemu Ministerstwu Energetyki.
W 1953 r. powstał jednolity, krajowy system elektroenergetyczny połączony do pracy synchronicznej liniami 110 kV z częstotliwością nominalną 50 Hz.

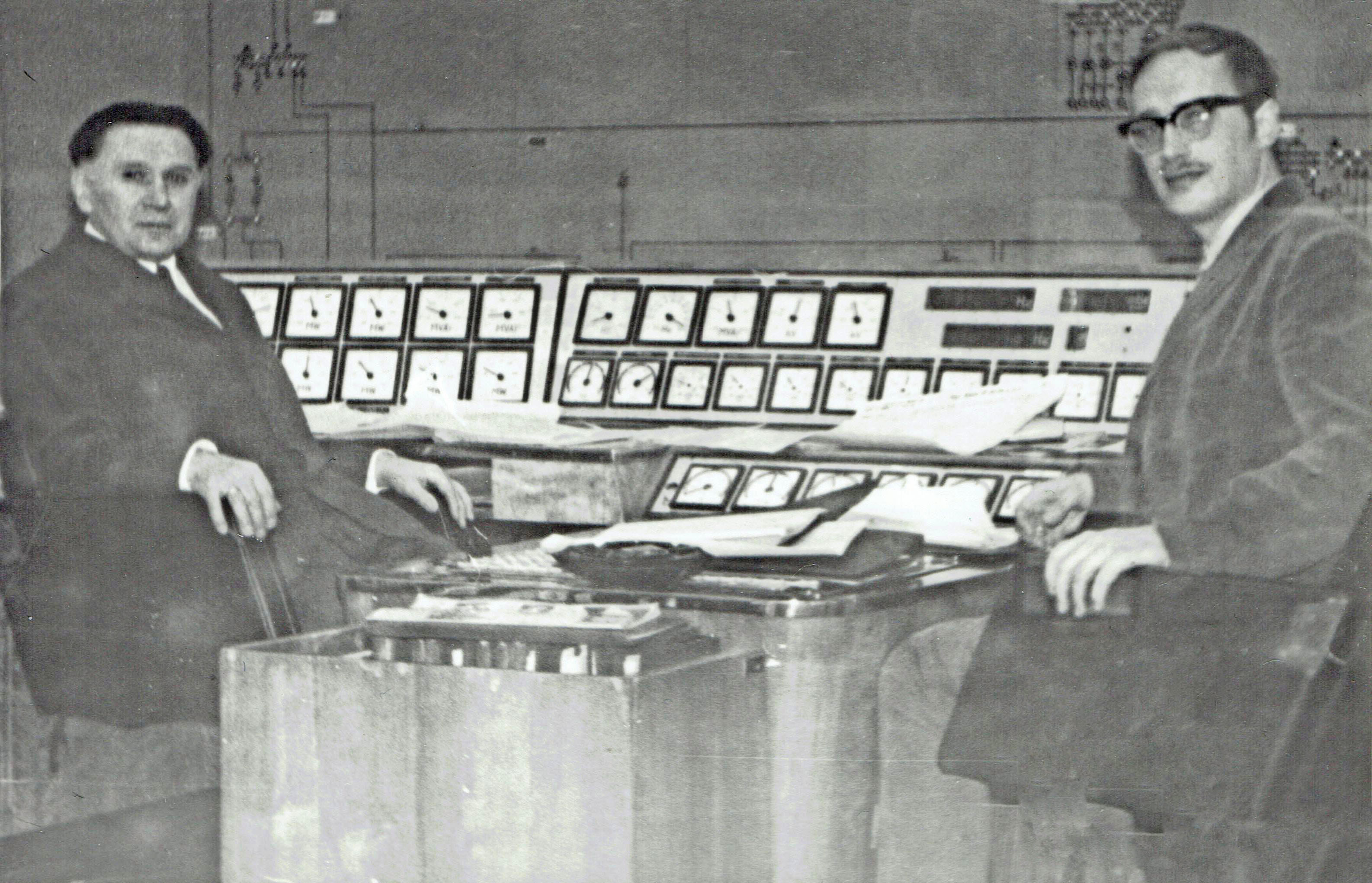
Dyspozytorzy Państwowej Dyspozycji Mocy w Warszawie inż. Brunon Szydłowski i inż. Władysław Szarski

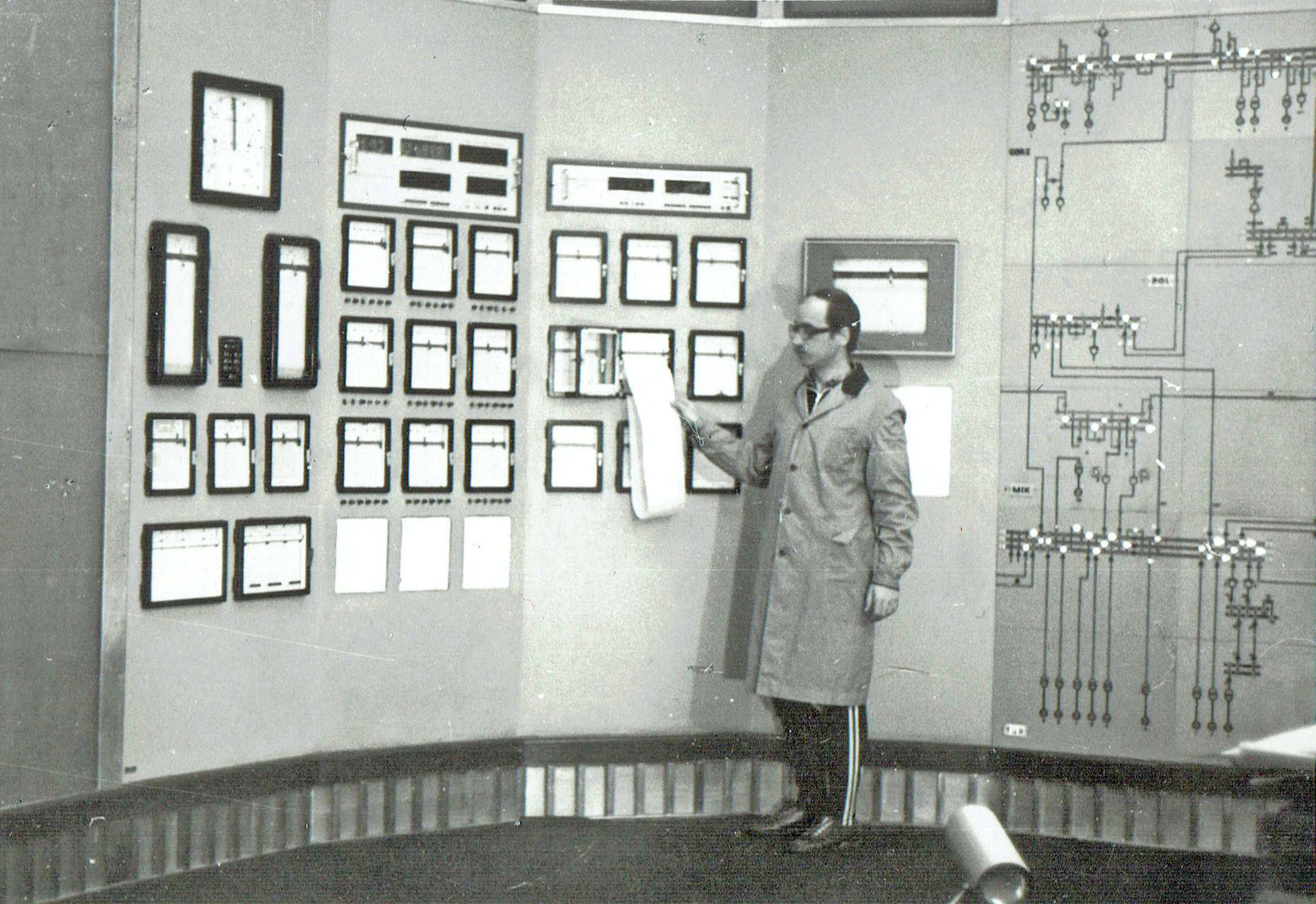
PDM – inż. Władysław Szarski przy rejestratorze częstotliwości

W pierwszych latach jedynym narzędziem dyspozytorów PDM były bezpośrednie telefony do Okręgowych Dyspozycji Mocy, a najbardziej istotnym wskaźnikiem był miernik częstotliwości sieci, o dokładności 0,5 Hz. W sytuacji ówczesnego braku energii, przy spadku częstotliwości dyspozytorzy PDM wprowadzali tzw. „stopnie zasilania” nakazując zmniejszenie poboru mocy przez określonych odbiorców lub nawet czasowo ich wyłączając.
Stopnie zasilania ogłaszane są od 10 – pobór bez ograniczeń, aż do 20 – maksymalne możliwe ograniczenia poboru.

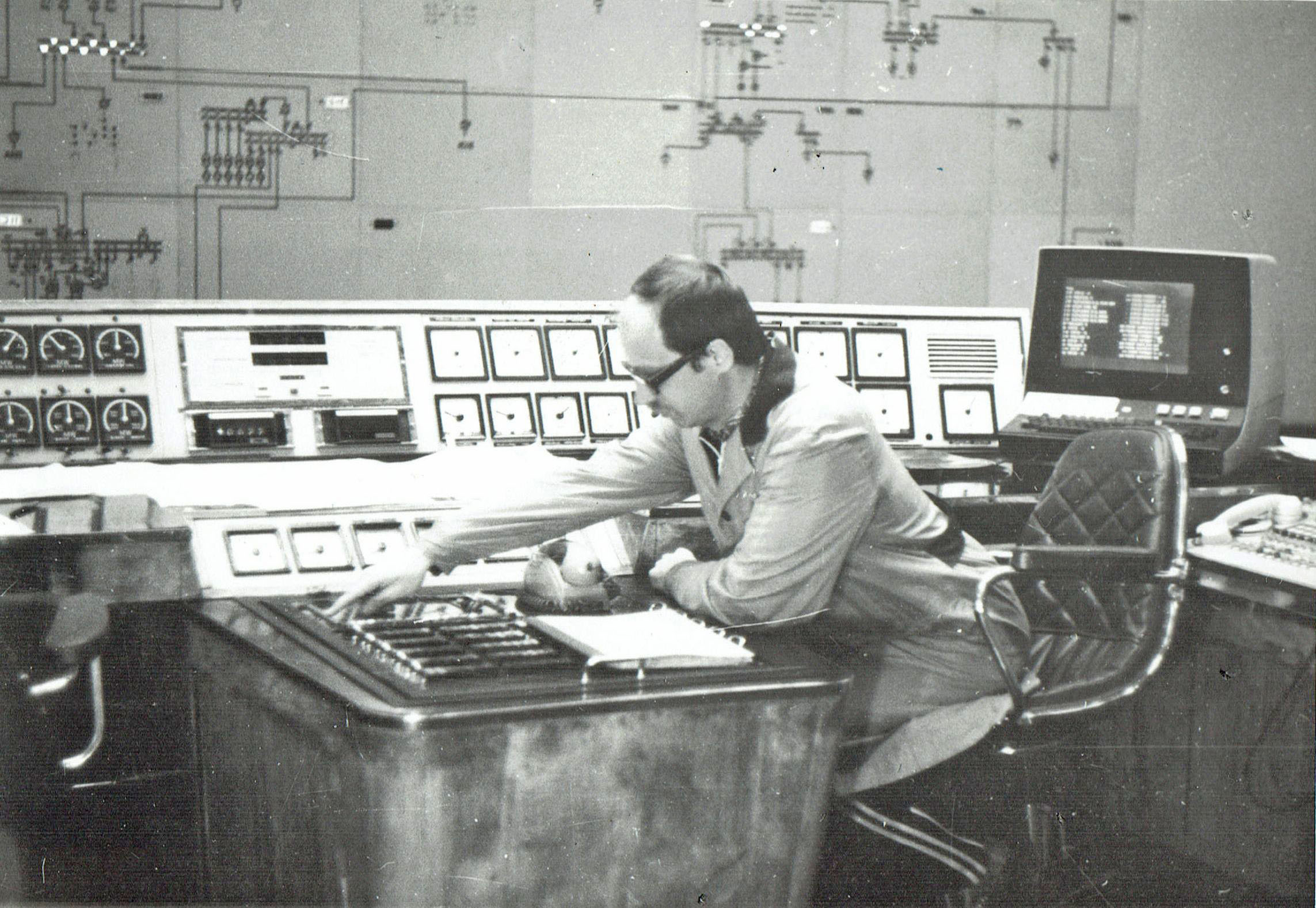
PDM – inż. Władysław Szarski przy zdalnym uruchamianiu elektrowni szczytowo-pompowych

W 1953 roku oddano do eksploatacji pierwszą linię 220 kV Janów – Łagisza. W 1964 r. uruchomiono pierwszą linię 400 kV Mikułowa – Joachimów.
W latach 60. zainstalowano w nowej dyspozytorni PDM dwustanowiskowy pulpit dyspozytorski i tablicę dyspozytorską ze schematem polskiej sieci przesyłowej linii 220 kV i 400 kV.

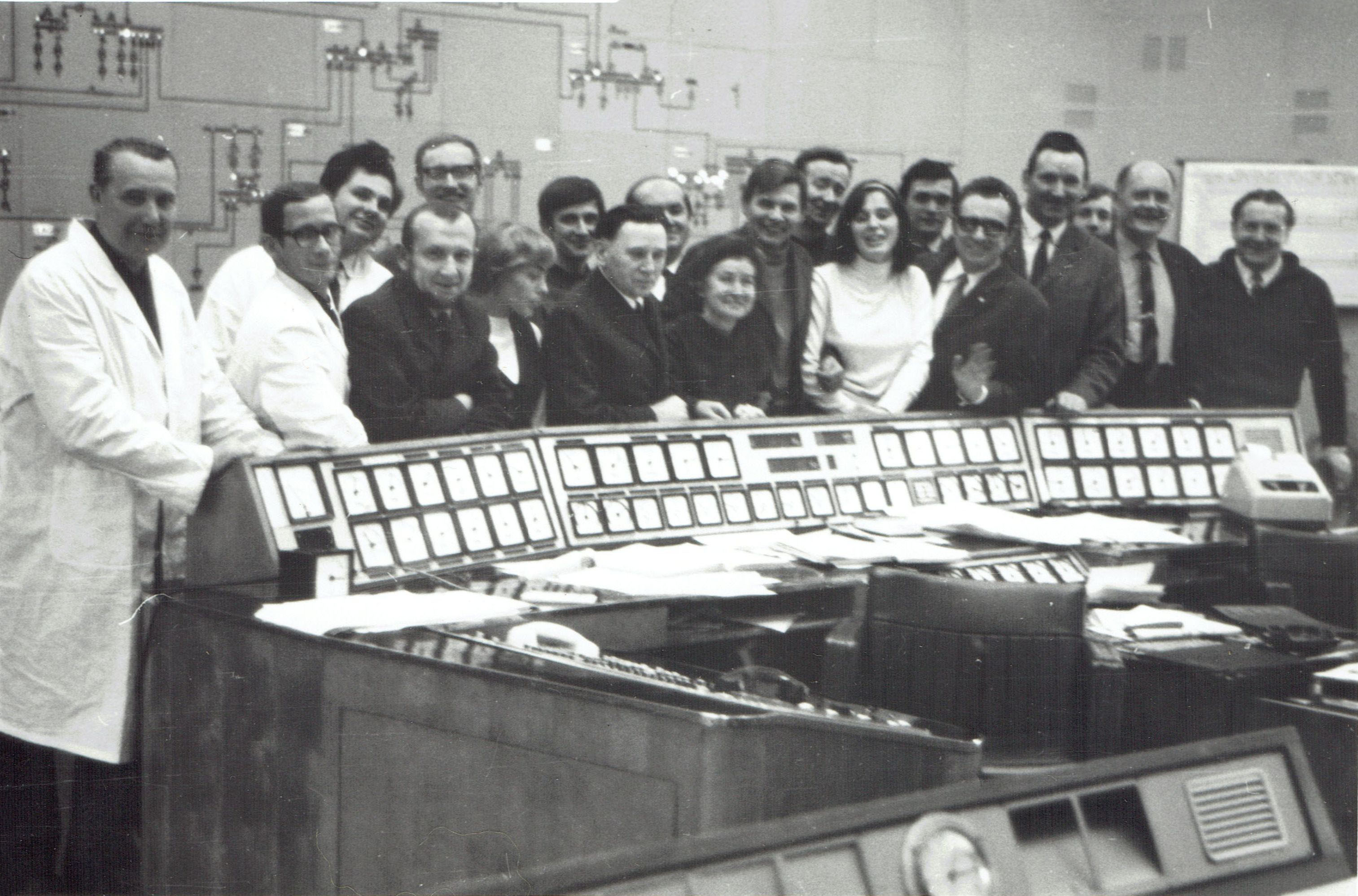
PDM – dyspozytorzy i pracownicy Działu Ruchu, lata 70.

Stopniowo wprowadzano telemetrię pozwalającą odczytywać na bieżąco na punkcie dyspozytorskim PDM moc większych elektrowni i przepływy na liniach najwyższych napięć. Dyspozytorzy pracowali w systemie trójzmianowym, po dwóch, potem po trzech na zmianie.
W 1962 roku PDM rozpoczęła współpracę z Centralnym Zarządem Dyspozytorskim w Pradze w sprawie międzynarodowej wymiany energii elektrycznej i planowania remontów sieciowych.
Po 1982 r., gdy uruchomiono elektrownię wodną szczytowo-pompową Żarnowiec, dyspozytorzy PDM otrzymali możliwość zdalnego sterowania generatorami dużych elektrowni wodnych w Polsce.
W latach 90. system energetyczny Polski i pozostałych krajów bloku wschodniego odłączył się od sieci ZSRR i połączył z siecią Europy Zachodniej UCTE.
Państwową Dyspozycję Mocy przekształcono w Krajową Dyspozycję Mocy, którą w 2009 r. przeniesiono z ulicy Mysiej w Warszawie do nowej siedziby zbudowanej w Konstancinie pod Warszawą. Krajowa Dyspozycja Mocy rozporządza symulatorem polskiego systemu energetycznego, na którym szkoli się dyspozytorów w reagowaniu na awarie różnego typu.